# Lampedusa melitensis
Espèce
Synonymes
- Clausilia melitensis
- Lampedusa (Imitatrix) melitensis (Caruana Gatto, 1892)[1]

Répartition géographique
Statut de conservation UICN

 CR B1ab(iii)+2ab(iii) : 
En danger critique
Lampedusa melitensis est une espèce de gastéropodes terrestres de petite taille, endémique de l'archipel maltais.

## Systématique
L'espèce Lampedusa melitensis a été initialement décrite en 1892 par le botaniste et zoologiste Alfredo Caruana Gatto (d)  (1868-1926) sous le protonyme de Clausilia melitensis. Son genre va ensuite être renommé en Lampedusa. L'espèce a parfois été confondue avec Lampedusa imitatrix (un autre gastéropode endémique maltais) mais une récente étude morphologique et génétique a clairement permis de séparer ces deux espèces endémiques de l'archipel maltais,

## Description
La coquille est de couleur claire, gris-jaunâtre, nervurée. On compte entre huit et onze tours. L'ouverture fait légèrement saillie. La columelle est presque complètement à l'intérieur, à peine visible dans une vue perpendiculaire. Comme les autres Clausilioidea, l'espèce n'a pas d'opercule mais une lame mobile, le clausilium, qui en tient lieu.
Lampedusa melitensis diffère de Lampedusa imitatrix par une columelle beaucoup moins importants, l'absence de basalis et un clausilium plus petit.
Sa taille varie de 12 à 18 mm de long pour 3,2 à 4,8 mm de large.

## Population
Depuis sa découverte initiale en 1892, ce gastéropode n'est connu que sur une portion très réduite d'une falaise au sud-ouest de l'île de Malte, sur la commune de Dingli, dans la section de falaise appelée en maltais Rdum tal-Maddalena,. La population est estimée à quelques centaines d'individus. Elle ne subsiste que sur quelques rochers coralliennes détachés des bords de la falaise et également sur des pentes argileuses. Les individus vivent dans des crevasses ou à la base de la végétation, toujours à proximité de Rdum tal-Maddalena. On a retrouvé des traces anciennes de population dans la partie supérieure de la falaise, mais elle a désormais été colonisée par Muticaria macrostoma, espèce de Clausilioidea plus compétitive.

## Menaces
De nombreux facteurs défavorables font considérer cette espèce comme très menacée : le faible nombre d'individus, l'habitât extrêmement réduit, la compétition potentielle avec d'autres espèces proches et le risque important d'éboulement de la falaise qui pourrait définitivement anéantir les derniers représentants de l'espèce.

## Action de préservation
L'espèce est protégée. La principale menace vient des risques d'éboulement de la falaise qu'il conviendrait de stabiliser.

## Publication originale
- (en) Caruana Gatto, A., « New Clausiliæ from Malta », The Mediterranean Naturalist, no 1,‎ 1892, p. 148-149 (lire en ligne)